# Salia aurantiaca
Salia aurantiaca är en fjärilsart som beskrevs av George Francis Hampson. Salia aurantiaca ingår i släktet Salia och familjen nattflyn. Inga underarter finns listade.